# Diecéze soissonská
Diecéze Soissons (-Laon-Saint-Quentin) (lat. Dioecesis Suessionensis (-Laudunensis-Sanquintinensis), franc. Diocèse de Soissons, Laon et Saint-Quentin) je francouzská římskokatolická diecéze, založená ve 3. století. Leží na území departementu Aisne, jehož hranice přesně kopíruje. Sídlo biskupství a katedrála svatého Gervásia a Protásia se nachází ve městě Soissons. Diecéze je součástí remešská církevní provincie.
Od 5. března 2015 je diecéze neobsazená.

## Historie
Biskupství bylo v Soissons založeno v průběhu 3. století.
V důsledku konkordátu z roku 1801 bylo 29. listopadu 1801 bulou papeže Pia VII. Qui Christi Domini zrušeno velké množství francouzských diecézí, mezi nimi také laonská diecéze, jejíž území bylo včleněno do soissonské diecéze.
Dne 13. června 1828 došlo k přejmenování diecéze na Soissons-Laon (biskup laonský byl pairem), 11. června 1901 pak byla přejmenována na Soissons-Laon-Saint-Quentin.
Diecéze je sufragánem remešské arcidiecéze.